# 4 Heures de Fuji 2018
Les 4 Heures de Fuji 2018, disputées le 9 décembre 2018 sur le Circuit du Mont Fuji, sont la sixième édition de cette course, la troisième sur un format de quatre heures, et la seconde manche de l'Asian Le Mans Series 2018-2019.

## Engagés

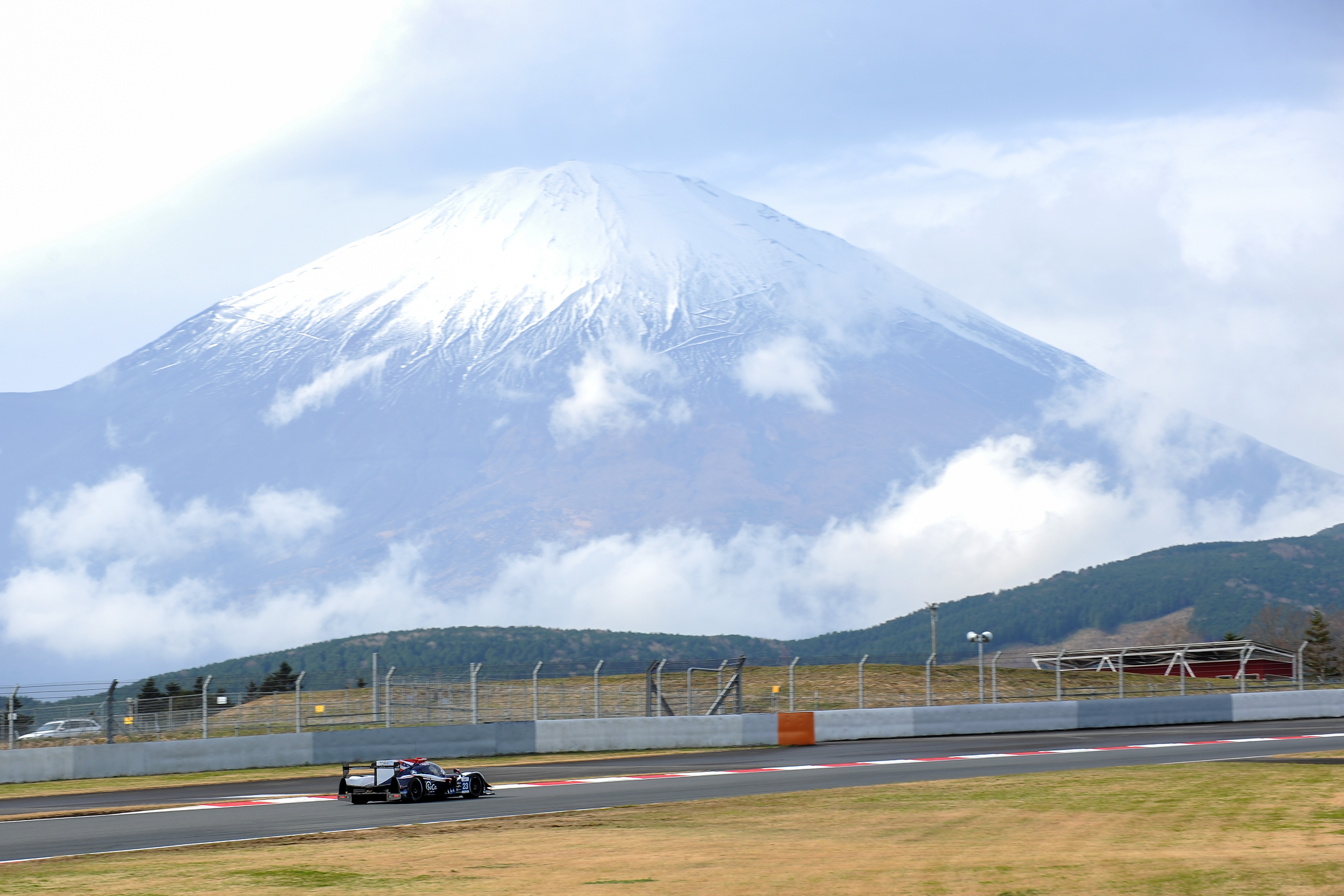
4 Heures de Fuji 2018

La liste officielle des engagés est composée de 20 voitures, dont 7 en LMP2, 8 en LMP3 et 5 en GT. Les trois voitures Jackie Chan DC Racing, bien que présente à Fuji, ne participeront pas à la deuxième manche de l'Asian Le Mans Series 2018-2019. Alors que le copropriétaire de l’écurie, David Cheng, avait suggéré durant les 4 Heures de Shanghai que l’Oreca 05 participerait à la manche de Fuji, mais probablement avec un nouvel équipage, cela n’a pas abouti. De plus, les efforts de l’équipe pour la LMP3 ont aussi été impactés à la suite de la non-présentation commerciale de Yoshi Mori, qui a conduit à l’exclusion de la Ligier JS P3 n° 37 lors de la manche précédente. Les autres changements d'équipage pour cette manche sont :
- James McGuire est remplacé par Christian England sur la Ligier JS P3 n°3 de l'écurie United Autosports en LMP3,
- Ate de Jong ne figure pas sur la liste des engagés sur la Ligier JS P2 de l'écurie Algarve Pro Racing. Andrea Pizzitola et Harrison Newey rouleront donc à deux ce week-end,
- Jean-Baptiste Lahaye ne fait pas partie du déplacement sur la Ligier JS P2 de l'écurie Panis-Barthez Compétition. Le benjamin de la famille Lahaye, dont la femme attend un heureux événement, sera de retour à Buriam. Matthieu, son frère, et François Heriau arouleront donc à deux ce week-end,
- La Ligier JS P3 n°50 de l'écurie R24 voit son équipage évoluer. Originellement, Marie Iwaoka devait voir l'arrivée de sa compatriote japonaise et coéquipière de Super Taikyu, Anna Inotume. Malheureusement, lors des essais, Anna Inotume a heurté violemment les barrières après avoir perdu le contrôle de sa voiture dans le virage 14. Anna Inotume a alors été envoyé dans un hôpital local après les contrôles de précaution habituels ai été réalisé sur le circuit. À la suite de cela, elle a dû annuler sa participation à la course et elle a été remplacée au pied levé par Sayaka Kato. Il est également a noter aus l'écurie R24, après les déboires rencontrés à Shanghai ou une partie de son équipement avait été bloqué en douane, a récupérer l'entièreté de son matériel,
- Après les soucis rencontrés à Shanghai lors du premier rendez-vous, Tianshi Racing Team a remisé au garage sa Mercedes-AMG GT3 pour faire rouler ses deux Audi R8 LMS GT3[1],[2],[3].

## Qualifications
| Pos. | Classe | N° | Écurie                       | Pilote                 | Temps           | Tours        |
| ---- | ------ | -- | ---------------------------- | ---------------------- | --------------- | ------------ |
| 1    | LMP2   | 22 | United Autosports            | Philip Hanson          | 1 min 31 s 685  | 6            |
| 2    | LMP2   | 24 | Algarve Pro Racing           | Andrea Pizzitola       | 1 min 32 s 020  | 10           |
| 3    | LMP2   | 8  | Spirit of Race               | Pipo Derani            | 1 min 32 s 1 54 | 7            |
| 4    | LMP2   | 23 | United Autosports            | Guy Cosmo              | 1 min 32 s 885  | 7            |
| 5    | LMP2   | 25 | Algarve Pro Racing           | Anders Fjordbach       | 1 min 33 s 0 28 | 4            |
| 6    | LMP2   | 4  | ARC Bratislava               | Darren Burke           | 1 min 33 s 098  | 2            |
| 7    | LMP2   | 35 | Panis-Barthez Compétition    | Matthieu Lahaye        | 1 min 34 s 751  | 6            |
| 8    | LMP3   | 65 | Viper Niza Racing (en)       | Nigel Moore            | 1 min 35 s 467  | 9            |
| 9    | LMP3   | 2  | United Autosports            | Garett Grist           | 1 min 36 s 095  | 2            |
| 10   | LMP3   | 3  | United Autosports            | Kay Van Berlo          | 1 min 36 s 152  | 4            |
| 11   | LMP3   | 36 | Eurasia Motorsport           | Aidan Read             | 1 min 36 s 551  | 6            |
| 12   | LMP3   | 13 | Inter Europol Competition    | Jakub Śmiechowski      | 1 min 36 s 836  | 7            |
| 13   | LMP3   | 7  | Ecurie Ecosse/Nielsen Racing | Christian Stubbe Olsen | 1 min 36 s 838  | 4            |
| 14   | GT     | 11 | Car Guy Racing               | James Calado           | 1 min 37 s 852  | 7            |
| 15   | GT     | 51 | Spirit of Race               | Alessandro Pier Guidi  | 1 min 38 s 236  | 8            |
| 16   | GT     | 88 | Tianshi Racing Team          | Dries Vanthoor         | 1 min 38 s 774  | 8            |
| 17   | GT     | 66 | Tianshi Racing Team          | Massimiliano Wiser     | 1 min 39 s 659  | 5            |
| 18   | GT     | 5  | TF Sport                     | Ivor Dunba             | 1 min 45 s 266  | 5            |
| 19   | LMP3   | 50 | R24                          | Sayaka Kato            | 1 min 52 s 964  | 6            |
| 20   | LMP3   | 79 | Ecurie Ecosse/Nielsen Racing | Pas de temps           | Pas de temps    | Pas de temps |

## Course

### Déroulement de l'épreuve

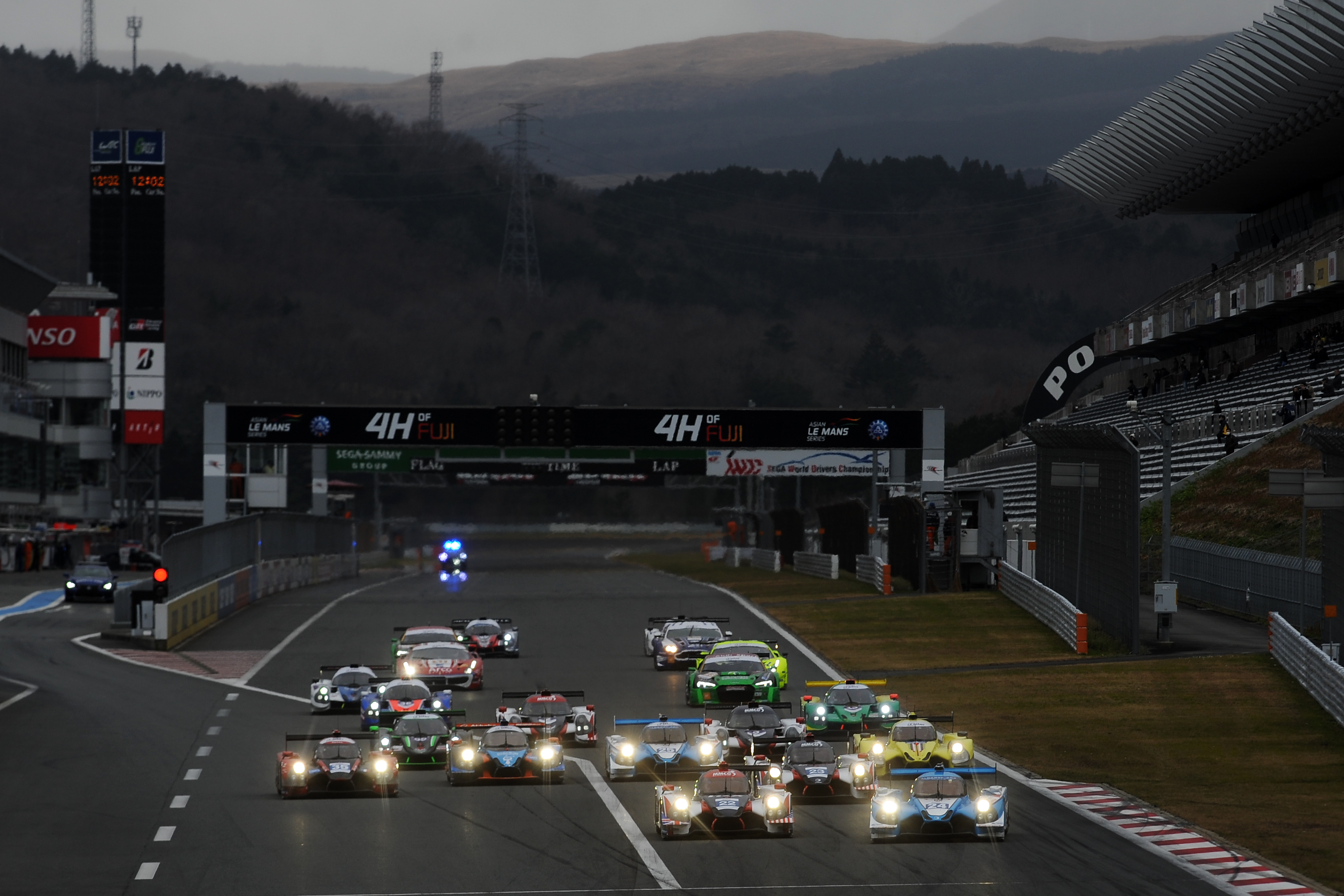
4 Heures de Fuji 2018 - Départ de la course

Les conditions climatiques n'ont pas été favorables aux concurrents durant ces quatre Heures de Fuji. Ils ont dû composer avec une piste très froide, glissante et la pluie, entremêlée avec de la neige fondue. Ces conditions particulières ont entrainé un certain nombre de fautes. C'est ainsi que la Ligier JS P2 n°24 de l'écurie Algarve Pro Racing partie à la faute durant le tour de formation avec une petite figure du pilote britannique Harrison Newey. Le Britannique est néanmoins parvenu à reprendre sa place en 1ère ligne peu de temps avant le départ. Cette même n°24 a pris l’avantage dès le drapeau vert au premier virage sur la Ligier JS P2 n°22 de l'écurie United Autosports pilotée par le jeune Phil Hanson. Tout au long de la course, les deux voitures ont passé de longues périodes en tête. Après avoir pris la tête durant le premier tour, la n°22 pris le dessus sur la n°24 pour cause de stratégie non opportune de l'écurie Algarve Pro Racing. En effet, l'écurie avait choisi de rester en piste avec des pneus slicks trop longtemps malgré la pluie, et cela a permis à l'écurie United Autosports de reprendre la tête. Ensuite, les positions se sont échangées continuellement, à la fin de chaque relais. Plus tard dans la course, l'Algarve Pro Racing pris un avantage sur United Autosports en repassant aux pneus slick plus tôt lorsque la piste s'asséchait. L'erreur commise en début de course de rester en piste avec des pneus slick trop longtemps a ainsi été compensée et les performances remarquables d'Andrea Pizzitola aux mains de la n°24 permis à l'Algarve Pro Racing de remporter la victoire, obligeant la n° 22 de se contenter d'une seconde deuxième place consécutive. L’équipage de Miroslav Konôpka a également réalisé une belle course. La voiture était partie à la faute au premier virage en début de course pour se trouver en queue du classement des LMP2 Am. Cela avait permis aux Ligier JS P2 n° 23 d'United Autosports et n° 35 du Panis-Barthez Compétition de s'échapper pour la troisième place du classement général mais la n°4 s'est progressivement rapproché avec un Darren Burke en grande forme. Matthieu Lahaye et François Heriau sur ln° 35 du Panis-Barthez Compétition ont échoué à seulement 8s du podium. Une pénalité pour vitesse excessive dans la voie des stands a mis à mal les espoirs de podium. La seconde Ligier JS P2 de l'écurie United Autosports complète le top 5. En sixième position, et avec une performance discrète et décevante, nous retrouvons la Ligier JS P2 n°8 de l'écurie Spirit of Race à trois tours du leader, vainqueur à des derniers 4 Heures de Shanghai, qui n’a pas bien figuré du tout lors de cette course avec un manque de vitesse de pointe.

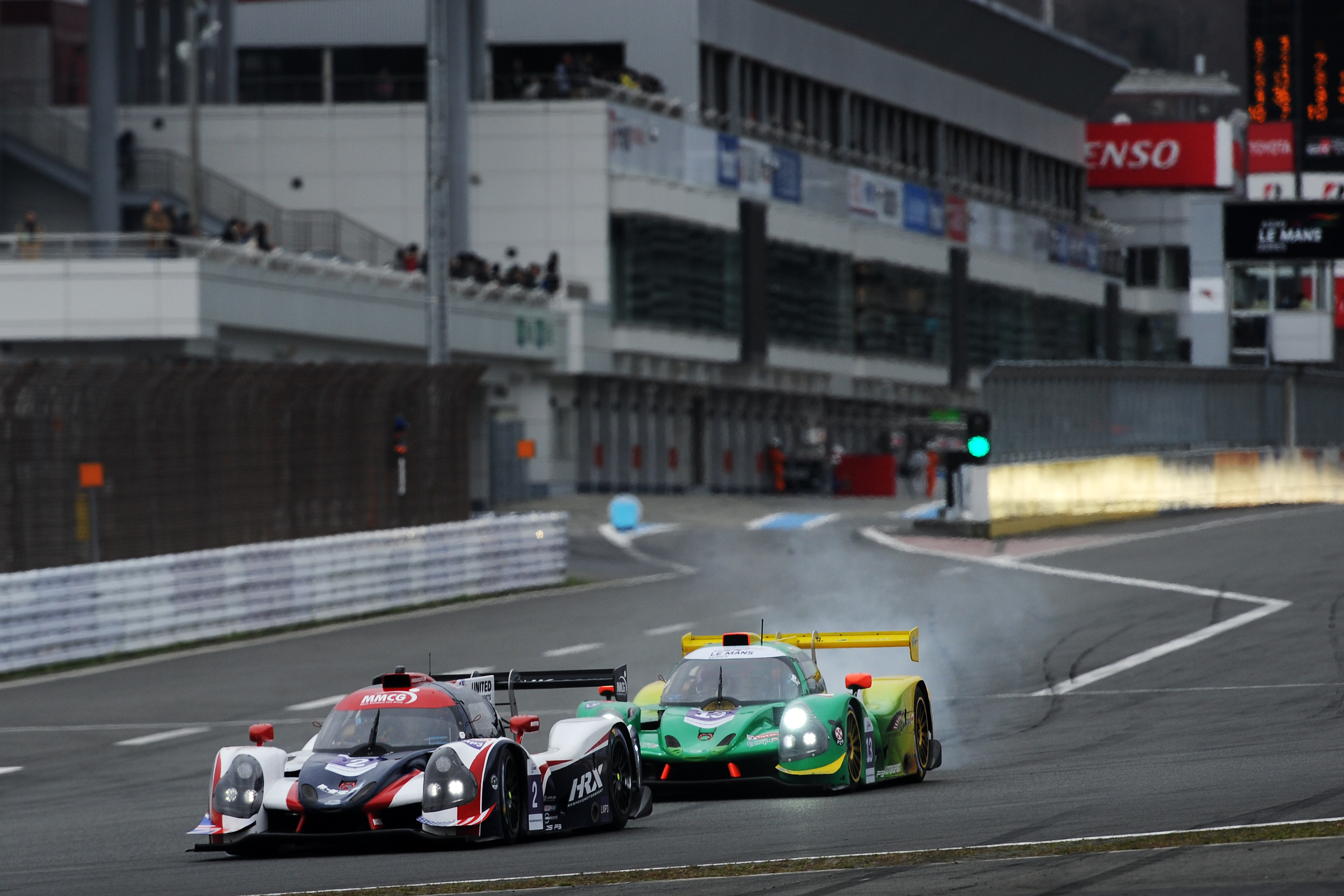
La ligier JS P2 d'United Autosports n°2 dépassant la Ligier JS P2 d'Inter Europol Competition n°13

La course en LMP3 a également réservé de belles bagarres en piste. Le début de course a été archi dominé par Nigel Moore sur la Ligier JS P3 de l'écurie Viper Niza Racing. Il a en effet réussi à se hisser à la 3e place du général durant un moment mais le manque d’homogénéité de l’équipage face à la concurrence n’a pas permis de maintenir ce rythme. Jakub Smiechowski, récent vainqueur des 4 Heures de Shanghai, après avoir manqué de performance durant les qualifications, réussi le tour de bras de remonter en deux heures de course de la cinquième place a la première place des LMP2, avant de céder le volant à Martin Hippe. À partir de ce moment, la course se résuma à un duel entre l'écurie polonaise Inter Europol Competition et l'écurie américaine United Autosports. Kay van Berlo, au cours de la dernière heure, s'est frayé un chemin dans le trafic afin de dépasser Martin Hippe avant de raflé la mise pour 3.584s. Les deux Ligier JS P3 de l'Ecurie Ecosse Nielsen Racing suivent au classement. Colin Noble et Tony Wells ont eu une course sereine et sont remontés de la dernière place sur la grille jusqu’à la troisième marche du podium. Nick Adcock et Christian Olsen ont quant à eux été récompensés pour leur persévérance après la sortie d'Adcock dans les barrières du virage 6 au cours de la première heure, perdant le contrôle de la voiture sur la piste grasse. La réparation de la voiture a coûté beaucoup de temps au duo, mais une course sans faille à partir de là leur a permis de remonter lentement dans le classement. La Ligier JS P3 de l'écurie Eurasia Motorsport est la seule auto du plateau à avoir abandonné à la suite de la perte d’une roue, occasionnant la sortie de la voiture de sécurité.
La catégorie GT, cela n'a pas été aisé mais le Car Guy Racing a obtenu son objectif: une deuxième victoire consécutive pour commencer la saison et, surtout, une victoire à domicile. En effet, Takeshi Kimura a été contraint de faire rentrer la Ferrari 488 GT3 jaune vif dans les stands pour un changement de pneu imprévu lors de la première heure en raison du frottement de la carrosserie arrière. Cela a coûté un tour à l’équipe. La constance et la rapidité ont ensuite été la clé, Kei Cozzolino déployant un effort monstre pour ramener l’équipe à un tour du peloton, avant de céder sa place à James Calado, qui a terminé le travail et a ramené la voiture à la maison. La Ferrari 488 GT3 n°51 de l'écurie Spirit of Race a terminé deuxième, souffrant d'un manque de vitesse, devant l'Audi TSRT n ° 66 qui s'est arrêtée sur la piste et a perdu beaucoup de temps dans la dernière heure,,.

### Classement de la course
Voici le classement provisoire au terme de la course.
- Les vainqueurs de chaque catégorie sont signalés par un fond jauni.
- Pour la colonne Pneus, il faut passer le curseur au-dessus du modèle pour connaître le manufacturier de pneumatiques.

| Pos | Classe | no | Écurie                       | Pilotes                                                      | Châssis                       | Pneus | Tours | Temps               |
| Pos | Classe | no | Écurie                       | Pilotes                                                      | Moteur                        | Pneus | Tours | Temps               |
| --- | ------ | -- | ---------------------------- | ------------------------------------------------------------ | ----------------------------- | ----- | ----- | ------------------- |
| 1   | LMP2   | 24 | Algarve Pro Racing           | Andrea Pizzitola Harrison Newey                              | Ligier JS P2                  | M     | 140   | 4 h 02 min 29 s 820 |
| 1   | LMP2   | 24 | Algarve Pro Racing           | Andrea Pizzitola Harrison Newey                              | Judd HK 3.6 L V8 Atmo         | M     | 140   | 4 h 02 min 29 s 820 |
| 2   | LMP2   | 22 | United Autosports            | Philip Hanson Paul Di Resta                                  | Ligier JS P2                  | M     | 140   | + 16 s 422          |
| 2   | LMP2   | 22 | United Autosports            | Philip Hanson Paul Di Resta                                  | Nissan VK45DE 4.5 L V8 Atmo   | M     | 140   | + 16 s 422          |
| 3   | LMP2   | 4  | ARC Bratislava               | Miroslav Konôpka Kang Ling Darren Burke                      | Ligier JS P2                  | M     | 138   | + 2 tours           |
| 3   | LMP2   | 4  | ARC Bratislava               | Miroslav Konôpka Kang Ling Darren Burke                      | Nissan VK45DE 4.5 L V8 Atmo   | M     | 138   | + 2 tours           |
| 4   | LMP2   | 35 | Panis-Barthez Compétition    | Matthieu Lahaye François Heriau                              | Ligier JS P2                  | M     | 138   | + 2 tours           |
| 4   | LMP2   | 35 | Panis-Barthez Compétition    | Matthieu Lahaye François Heriau                              | Judd HK 3.6 L V8 Atmo         | M     | 138   | + 2 tours           |
| 5   | LMP2   | 23 | United Autosports            | Guy Cosmo Patrick Byrne Salih Yoluç                          | Ligier JS P2                  | M     | 138   | + 2 tours           |
| 5   | LMP2   | 23 | United Autosports            | Guy Cosmo Patrick Byrne Salih Yoluç                          | Nissan VK45DE 4.5 L V8 Atmo   | M     | 138   | + 2 tours           |
| 6   | LMP2   | 8  | Spirit of Race               | Alexander West Côme Ledogar Pipo Derani                      | Ligier JS P2                  | M     | 137   | + 3 tours           |
| 6   | LMP2   | 8  | Spirit of Race               | Alexander West Côme Ledogar Pipo Derani                      | Nissan VK45DE 4.5 L V8 Atmo   | M     | 137   | + 3 tours           |
| 7   | LMP3   | 3  | United Autosports            | Matthew Bell Kay Van Berlo Christian England                 | Ligier JS P3                  |       | 135   | + 5 tours           |
| 7   | LMP3   | 3  | United Autosports            | Matthew Bell Kay Van Berlo Christian England                 | Nissan VK50VE 5.0 L V8 Atmo   |       | 135   | + 5 tours           |
| 8   | LMP3   | 13 | Inter Europol Competition    | Jakub Śmiechowski Martin Hippe                               | Ligier JS P3                  | M     | 134   | + 6 tours           |
| 8   | LMP3   | 13 | Inter Europol Competition    | Jakub Śmiechowski Martin Hippe                               | Nissan VK50VE 5.0 L V8 Atmo   | M     | 134   | + 6 tours           |
| 9   | LMP2   | 25 | Algarve Pro Racing           | Mark Patterson Anders Fjordbach Chris McMurry                | Ligier JS P2                  | M     | 134   | + 6 tours           |
| 9   | LMP2   | 25 | Algarve Pro Racing           | Mark Patterson Anders Fjordbach Chris McMurry                | Judd HK 3.6 L V8 Atmo         | M     | 134   | + 6 tours           |
| 10  | LMP3   | 79 | Ecurie Ecosse/Nielsen Racing | Tony Wells Colin Noble                                       | Ligier JS P3                  | M     | 133   | + 7 tours           |
| 10  | LMP3   | 79 | Ecurie Ecosse/Nielsen Racing | Tony Wells Colin Noble                                       | Nissan VK50VE 5.0 L V8 Atmo   | M     | 133   | + 7 tours           |
| 11  | LMP3   | 7  | Ecurie Ecosse/Nielsen Racing | Christian Stubbe Olsen Nick Adcock                           | Ligier JS P3                  | M     | 133   | + 7 tours           |
| 11  | LMP3   | 7  | Ecurie Ecosse/Nielsen Racing | Christian Stubbe Olsen Nick Adcock                           | Nissan VK50VE 5.0 L V8 Atmo   | M     | 133   | + 7 tours           |
| 12  | GT     | 11 | Car Guy Racing               | Takeshi Kimura Kei Cozzolino James Calado                    | Ferrari 488 GT3               | M     | 132   | + 8 tours           |
| 12  | GT     | 11 | Car Guy Racing               | Takeshi Kimura Kei Cozzolino James Calado                    | Ferrari F154CB 3.9 L V8 Turbo | M     | 132   | + 8 tours           |
| 13  | LMP3   | 2  | United Autosports            | Chris Buncombe Garett Grist Wayne Boyd                       | Ligier JS P3                  | M     | 132   | + 8 tours           |
| 13  | LMP3   | 2  | United Autosports            | Chris Buncombe Garett Grist Wayne Boyd                       | Nissan VK50VE 5.0 L V8 Atmo   | M     | 132   | + 8 tours           |
| 14  | LMP3   | 65 | Viper Niza Racing (en)       | Douglas Khoo (en) Nigel Moore                                | Ligier JS P3                  | M     | 132   | + 8 tours           |
| 14  | LMP3   | 65 | Viper Niza Racing (en)       | Douglas Khoo (en) Nigel Moore                                | Nissan VK50VE 5.0 L V8 Atmo   | M     | 132   | + 8 tours           |
| 15  | GT     | 51 | Spirit of Race               | Alessandro Pier Guidi Oswaldo Negri Jr. Francesco Piovanetti | Ferrari 488 GT3               | M     | 131   | + 9 tours           |
| 15  | GT     | 51 | Spirit of Race               | Alessandro Pier Guidi Oswaldo Negri Jr. Francesco Piovanetti | Ferrari F154CB 3.9 L V8 Turbo | M     | 131   | + 9 tours           |
| 16  | GT     | 66 | Tianshi Racing Team          | Xu Wei Massimiliano Wiser Zhang Ya Qi                        | Audi R8 LMS                   | M     | 130   | + 9 tours           |
| 16  | GT     | 66 | Tianshi Racing Team          | Xu Wei Massimiliano Wiser Zhang Ya Qi                        | Audi 5.2 L V10 Atmo           | M     | 130   | + 9 tours           |
| 17  | GT     | 88 | Tianshi Racing Team          | Anthony Liu Xu Chen Weian Dries Vanthoor                     | Audi R8 LMS                   | M     | 130   | + 9 tours           |
| 17  | GT     | 88 | Tianshi Racing Team          | Anthony Liu Xu Chen Weian Dries Vanthoor                     | Audi 5.2 L V10 Atmo           | M     | 130   | + 9 tours           |
| 18  | GT     | 5  | Red River Sport by TF Sport  | Johnny Mowlem Bonamy Grimes Ivor Dunbar                      | Aston Martin V12 Vantage GT3  | M     | 129   | + 10 tours          |
| 18  | GT     | 5  | Red River Sport by TF Sport  | Johnny Mowlem Bonamy Grimes Ivor Dunbar                      | Aston Martin 6.0L V12 Atmo    | M     | 129   | + 10 tours          |
| 19  | LMP3   | 50 | R24                          | Marie Iwaoka Anna Inotsume Sayaka Kato                       | Ligier JS P3                  | M     | 116   | +23 tours           |
| 19  | LMP3   | 50 | R24                          | Marie Iwaoka Anna Inotsume Sayaka Kato                       | Nissan VK50VE 5.0 L V8 Atmo   | M     | 116   | +23 tours           |
| NC. | LMP3   | 36 | Eurasia Motorsport           | Nobuya Yamanaka Aidan Read                                   | Ligier JS P3                  | M     | 104   |                     |
| NC. | LMP3   | 36 | Eurasia Motorsport           | Nobuya Yamanaka Aidan Read                                   | Nissan VK50VE 5.0 L V8 Atmo   | M     | 104   |                     |

## Pole position et record du tour
- Pole position' : Philip Hanson sur n°22 United Autosports en 1 min 31 s 685
- Meilleur tour en course : Harrison Newey sur n°24 Algarve Pro Racing en 1 min 32 s 554 au 13e tour.

## Tours en tête
Tours en tête 
- no 22 Ligier JS P2 - United Autosports : 58 tour (1 / 33-62 / 66-86 / 112-117)
- no 24 Ligier JS P2 - Algarve Pro Racing : 82 tours (2-32 / 63-65 / 87-111 / 118-140)

## À noter
- Longueur du circuit : 4,563 km
- Distance parcourue par les vainqueurs : 638,82 km